# 야생마 (노래)
《야생마》(러시아어: Кони привередливые)는 러시아의 음유 시인인 블라디미르 비소츠키가 부른 노래로, 그는 이 노래의 작사자이기도 하고 작곡가이기도 하다. 이 노래는 영화 '백야'의 삽입곡이다.